# Hrabstwo Tucker
Hrabstwo Tucker (ang. Tucker County) – hrabstwo w stanie Wirginia Zachodnia w Stanach Zjednoczonych. Obszar całkowity hrabstwa obejmuje powierzchnię 421,11 mil² (1090,67 km²). Według szacunków United States Census Bureau w roku 2010 miało 7141 mieszkańców.
Hrabstwo powstało w 1856 roku. 

## Miasta
- Davis
- Hambleton
- Hendricks
- Parsons
- Thomas[4]

| Populacja hrabstwa w poprzednich latach | Populacja hrabstwa w poprzednich latach |
| Rok                                     | Liczba ludności                         |
| --------------------------------------- | --------------------------------------- |
| 1980                                    | 8657                                    |
| 1990                                    | 7728                                    |
| 2000                                    | 7321                                    |
| 2010                                    | 7141                                    |